# Maniola fortunata
Maniola fortunata är en fjärilsart som beskrevs av Alphéraky 1889. Maniola fortunata ingår i släktet Maniola och familjen praktfjärilar. Inga underarter finns listade i Catalogue of Life.